# 843 Nicolaia
843 Nicolaia eller 1916 AN är en asteroid i huvudbältet, som upptäcktes 30 september 1916 av den dansk amerikanske astronomen Holger Thiele i Bergedorf, Hamburg. Den har fått sitt namn efter upptäckarens far, Thorvald Nicolai Thiele.